# Corylus americana
Corylus americana är en björkväxtart som beskrevs av Thomas Walter. Corylus americana ingår i släktet hasslar och familjen björkväxter. Inga underarter finns listade.
Arten förekommer i östra USA men den når inte fram till slättlandet vid Mexikanska golfen. Dessutom hittas Corylus americana i Kanada i provinserna Manitoba, Ontario och Quebec, kanske även i Saskatchewan men uppgiften behöver bekräftelse. I kulliga områden når växten 750 meter över havet.
Corylus americana är vanligen utformad som en större buske. Habitatet varierar mellan torra skogar, savanner och gräsmarker med glest fördelade buskar. Arten hittas i kulturlandskap ofta intill vägar och järnvägar, vid åkrarnas kanter, bredvid staket eller den ingår i berså. I skogsbruksområden kan den ha en oönskad utbredningsförmåga. Arten blommar mellan mars och maj. Frukterna är under sensommaren mogna.
Några exemplar drabbas av mjöldagg eller av svampar. Allmänt är inga hot mot beståndet kända. IUCN listar arten som livskraftig (LC).

## Bildgalleri

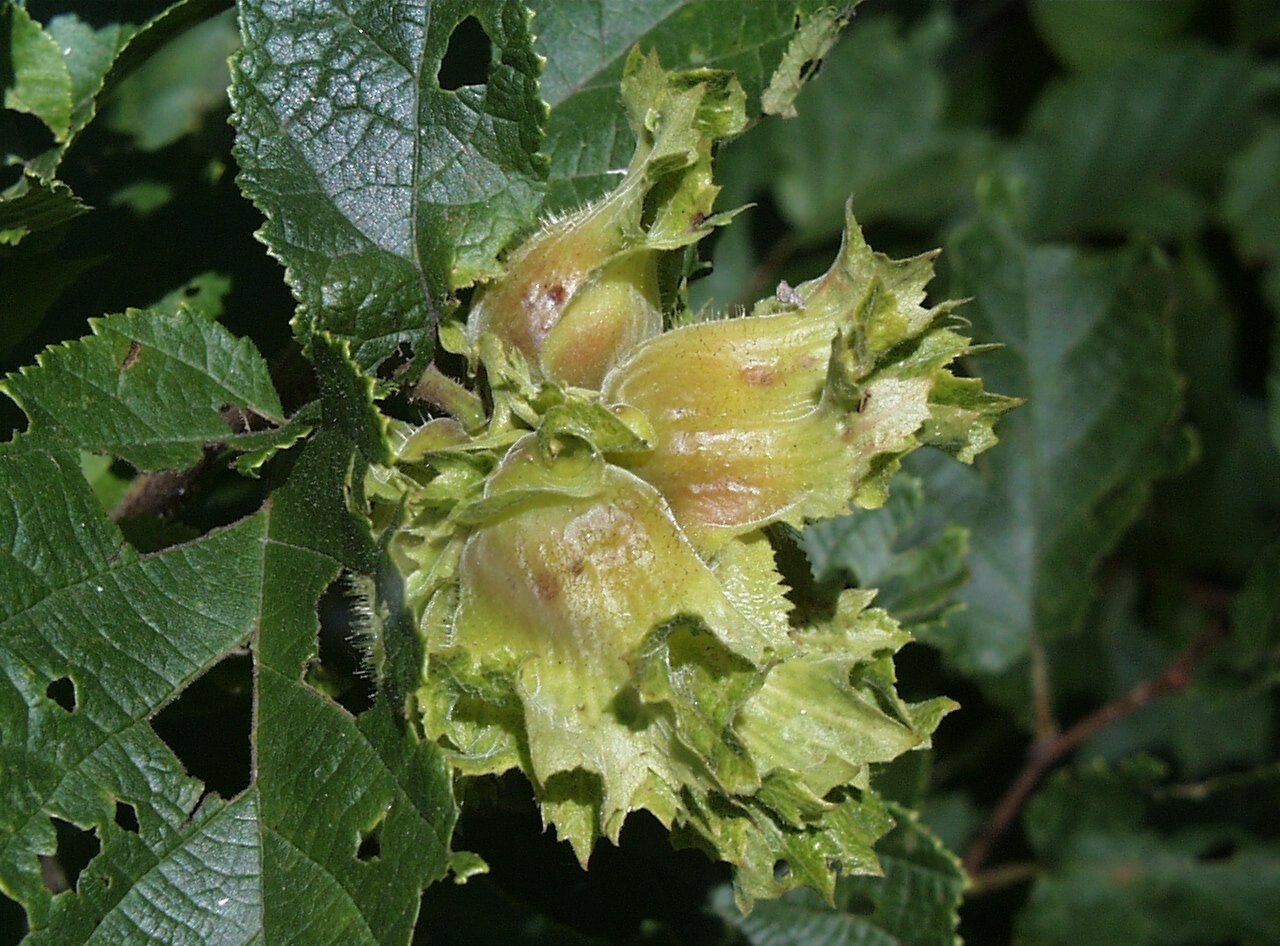